# Högsdorf
Högsdorf er en by og kommune i det nordlige Tyskland, beliggende i Amt Lütjenburg i den nordøstlige del af Kreis Plön. Kreis Plön ligger i den østlige/centrale del af delstaten Slesvig-Holsten.

## Geografi
Högsdorf er beliggende omkring 5 km sydøst for Lütjenburg. Högsdorfer Bach løber gennem kommunen, i hvis sydøstlige del søen Ihlsee ligger. I kommunen finder man, ud over Högsdorf, bebyggelserne Steinbusch, Flehm, Kuhlrade, Hohenstein, Klütsahl, Finkenberg, Achtersöhren, Brakrade og Schoppel.